# ينس لارسن
ينس لارسن (22 أغسطس 1969 في الدنمارك - ) هو لاعب كرة طائرة الدنمارك.

## وصلات خارجية
- ينس لارسن على موقع الاتحاد الدولي beach volleyball database (الإنجليزية)
- ينس لارسن على موقع قاعدة بيانات الكرة الطائرة الشاطئية (الإنجليزية)